# Do What U Want
„Do What U Want” este un cântec al interpretei americane Lady Gaga, realizat în colaborare cu artistul R. Kelly. Piesa a fost lansată în mediul digital la 21 octombrie 2013 drept cel de-al doilea disc single extras de pe al treilea album de studio al lui Gaga, Artpop (2013). Solista a compus cântecul împreună cu DJ White Shadow, Martin Bresso și William Grigahcine. DJ White Shadow i-a prezentat artistei conceptul inițial al piesei cu doi ani înainte de lansarea propriu-zisă. Producția melodiei a fost completată în 2013, vocea lui Kelly fiind adăugată mai târziu. Reacțiile pozitive venite din partea fanilor și a criticilor au dus la lansarea piesei ca single. La 10 ianuarie 2019, Gaga și-a cerut iertare pentru colaborare și a înlăturat cântecul de pe toate platformele muzicale digitale, în urma lansării documentarului Surviving R. Kelly, care prezintă acuzațiile de abuz sexual aduse împotriva lui Kelly.
„Do What U Want” este un cântec synthpop și R&B ce conține sintetizatoare în stilul anilor '80 și o instrumentație electronică. Versurile piesei vorbesc despre supunerea sexuală, Gaga spunându-le defăimătorilor că gândurile, visurile și sentimentele sunt ale ei, indiferent de ce ar face aceștia cu trupul ei. Criticii au lăudat simplitatea, producția și priza la public a piesei. Coperta single-ului „Do What U Want” este o fotografie de aproape a feselor solistei purtând chiloți tanga cu flori, realizată de Terry Richardson. Acesta a regizat, de asemenea, videoclipul piesei care ar fi trebuit să fie lansat în decembrie 2013 prin BitTorrent; lansarea a fost anulată din cauza unor motive necunoscute.
„Do What U Want” a devenit un șlagăr de top 10 în Canada, Coreea de Sud și numeroase țări din Europa. În Statele Unite, cântecul a ocupat locul 13 în clasamentul Billboard Hot 100. Piesa a fost interpretată live la ediția din 2013 a premiilor American Music Awards și la emisiunile Alan Carr: Chatty Man, Saturday Night Live, The Voice și The X Factor. Numeroase versiuni remix au fost lansate pentru cântec, cele mai cunoscute fiind realizate în colaborare cu Christina Aguilera și Rick Ross.

## Informații generale
„Do What U Want” a fost compus de Lady Gaga, Blair, R. Kelly, Martin Bresso și William Grigahcine. Producția a fost realizată de Blair și Gaga, iar Kelly a contribuit ca voce secundară. Gaga a locuit în Chicago în timp ce își completa cântecele pentru Artpop, acestea fiind influențate de muzica R&B și hip-hop care predomină în zonă. Într-o zi, cântăreața a găsit un articol care discuta despre greutatea ei, aceasta fiind înfuriată de astfel de știri. Gaga a decis astfel că, prin muzica ei, ar putea lua o poziție împotriva „jurnalismului superficial”. În urmă lansării single-ului „Applause”, solista a hotărât să creeze ceva diferit și nefamiliar în comparație cu single-urile anterioare, „Do What U Want” rezultând din aceste gânduri.
Blair a amintit de faptul că, în 2011, prietenul lui, Martin, i-a dat să asculte în privat câteva beat-uri din proiectul său remix. Lui Blair i-a plăcut muzica și i-a prezentat-o lui Gaga, aceasta începând a compune versuri în timp ce era ocupată, de asemenea, cu turneul Born This Way Ball. Blair a descris ritmul piesei ca fiind „un sunet R&B de George Jetson din epoca spațială”. După ce versurile au fost finalizate în septembrie 2013, Blair a sugerat ca R. Kelly să colaboreze cu Gaga. În acel timp, cântărețul își completa cel de-al doisprezecelea lui album de studio, Black Panties. Acesta a fost de acord să participe în urma unei conversații telefonice cu Gaga. Kelly a declarat pentru revista Billboard că munca împreună cu solista a decurs firesc. Cântăreața a explicat pentru MTV News cântecul:
„„Am locuit în Chicago și am petrecut foarte mult timp acolo, și de aici vine R. Kelly. Lucram la Artpop și chiar am scris [«Do What U Want»] în timpul turneului. A fost obsesia mea legată de modul în care oamenii mă privesc. Întotdeauna am fost fană R. Kelly și chiar aveam un joc alături de Haus of Gaga în care pur și simplu de îmbătam și ascultam R. Kelly. Acesta chiar e un cântec R&B și mi-am spus «Trebuie să-l sun pe regele R&B-ului și să-i cer binecuvântarea». A fost dragoste reciprocă.”

## Structura muzicală și versurile
„Do What U Want” este un cântec synthpop și R&B cu un tempo moderat ce conține sintetizatoare trepidante inspirate de anii '80 și un beat electronic, descris de Eric R. Danton de la revista Rolling Stone ca fiind un „beat musculos de club”. James Montgomery de la MTV News a spus că „beat-ul lasciv” a fost coloana vertebrală a piesei, intercalat de vocea puternică a lui Gaga, un refren „sprinten” și secvența „liniștită și sexuală” a lui Kelly. Refrenul piesei este realizat în jurul unor arpegii. Complex a descris ante-refrenul „Do what you want, what you want with my body” ca fiind „captivant și, oarecum, vulgar”. Versurile cântecului reprezintă tema supunerii sexuale, Gaga dezvăluindu-le defăimătorilor că gândurile, visele și sentimentele sunt doar ale ei, indiferent de ce ar dorit aceștia să facă cu trupul ei. Jim Farber de la ziarul New York Daily News a sugerat că „Do What U Want” este un răspuns pentru „oricine a făcut un comentariu aspru despre ea — care, până acum, implică jumătate din planetă”. Gaga și Kelly alternează cântând versurile „Do what u want/ What u want with my body/ Do what u want/ What u want with my body/ Write what you want, say what you want about me/ If you want you know that I'm not sorry” (ro.: „Fă ce vrei/ Ce vrei cu corpul meu/ Fă ce vrei/ Ce vrei cu corpul meu/ Scrie ce vrei, spune ce vrei despre mine/ Dacă vrei să știi, nu îmi pare rău deloc”).
Potrivit unei partituri publicate la Musicnotes.com, „Do What U Want” are un tempo moderat de 96 de bătăi pe minut. Cântecul este compus în tonalitatea La major iar vocea lui Gaga variază de la Mi3 la Fa♯5. Piesa urmărește apoi o secvență simplă de Re–Mi–Fa♯m–Mi–Re–Mi în progresia de acorduri. „Do What U Want” a fost înregistrat la Studiourile Record Plant în Hollywood, California și la Studiourile PatchWerk Recording în Atlanta, Georgia. Vocea lui Gaga a fost înregistrată de Dave Russell și Bill Malina, în timp ce vocea lui Kelly a fost înregistrată de Abel Garibaldi și Ian Moonness. Russell a realizat mixajul la Record Plant, cu ajutor din partea lui Benjamin Rice, Ghazi Hourani, Zane Shoemake și Dino „SpeedoVee” Zisis. Tim Stewart a cântat la chitară pentru instrumentalul piesei, în timp ce programarea a fost realizat Rick Pearl. Gene Grimaldi s-a ocupat de masterizarea audio la Studiourile Oasis Mastering în Burbank, California.

## Lansare și promovare

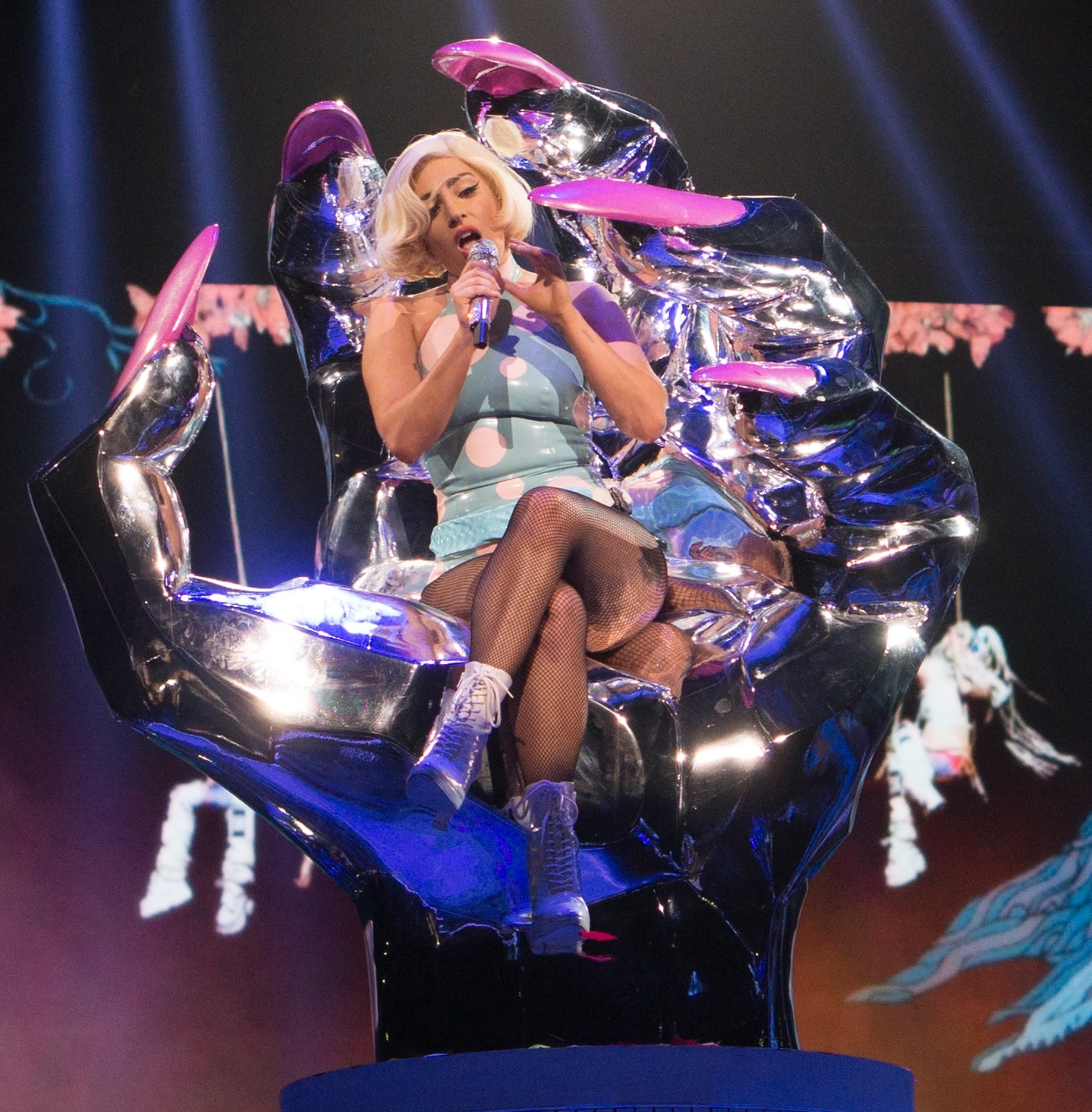
Gaga interpretând „Do What U Want” în turneul ArtRave: The Artpop Ball, stând pe un scaun de argint, în formă de mână.

La 3 septembrie 2013, Gaga și-a întrebat fanii prin intermediul unei postări pe Twitter care ar putea fi următorul single de pe album: opțiunile oferite au fost „Manicure”, „Sexxx Dreams”, „Aura” și „Swine”. La 30 septembrie 2013, solista a anunțat că „Venus” a fost ales drept cel de-al doilea single, lansarea acestuia urmând să aibă loc înainte de cea a albumului. Un fragment din „Do What U Want” a debutat într-o reclamă pentru Best Buy/Beats la 17 octombrie 2013. Fragmentul a fost folosit, de asemenea, pentru promovarea companiei britanice O2, ca parte din campania „Be More Dog” a lor. Ulterior, Gaga și casa ei de discuri au decis să lanseze „Do What U Want” ca cel de-al doilea single extras de pe albumul Artpop, în loc de „Venus”. Piesa a debutat la stațiile radio din Italia pe 25 octombrie 2013, și două zile mai târziu, în Regatul Unit. Cântecul a fost lansat spre difuzare radio în Statele Unite la 5 noiembrie 2013. Lipshutz a comparat lansarea în ultima clipă cu cea a piesei „Judas” de pe albumul Born This Way, în aprilie 2011. În urma succesului comercial rapid, casa de discuri a decis să grăbească lansarea single-ului.
Prima fotografie promoțională a piesei o prezintă pe Gaga, dezbrăcată, acoperindu-și organele genitale cu briofite. Coperta oficială a single-ului a fost lansată la 21 octombrie, prezentând-o pe Gaga purtând un bikini cu flori. Imaginea a fost realizată de fotograful Terry Richardson. Într-un interviu pentru televiziunea germană ProSieben, Gaga a explicat că imaginea explicită pentru copertă s-a datorat criticilor și discuțiilor constante legate de ea, adăugând: „Când mă uit la modul în care societatea s-a schimbat, simt că este un moment bun să-mi arăt fesele, pentru că e tot ceea ce aleg să ofer.”
Potrivit lui Catherine Earp de la Digital Spy, fotografia seamănă cu un polaroid. Leigh Silver de la revista Complex a comparat coperta cu seria de polaroizi ale lui Andy Warhol în care artistul a surprins blonde și spatele lor. Hilary Hughes de la Esquire a numit fotografia „îngrozitoare”, însă a considerat că aceasta deschide calea pentru multă imaginație datorită temei sugestive a piesei. În noaptea de dinaintea lansării piesei, Gaga a scris versuri din „Do What U Want” ca referință pentru criticile și zvonurile care au apărut pe tot parcursul cariei sale, incluzând cele în care se pretindea că solista este hermafrodită, cele legate de creșterea în greutate în 2012, sau cele despre dependența de droguri. Ea s-a adresat, de asemenea, fabricațiilor mass-media despre presupusele relații negative pe care le-ar avea cu Madonna și Katy Perry. Alex Camp de la Slant Magazine a considerat că trucul lui Gaga a redus intenția cântecului, subliniind preocuparea cântăreței cu rețele de socializare și imaginea sa publică.

## Recepția criticilor

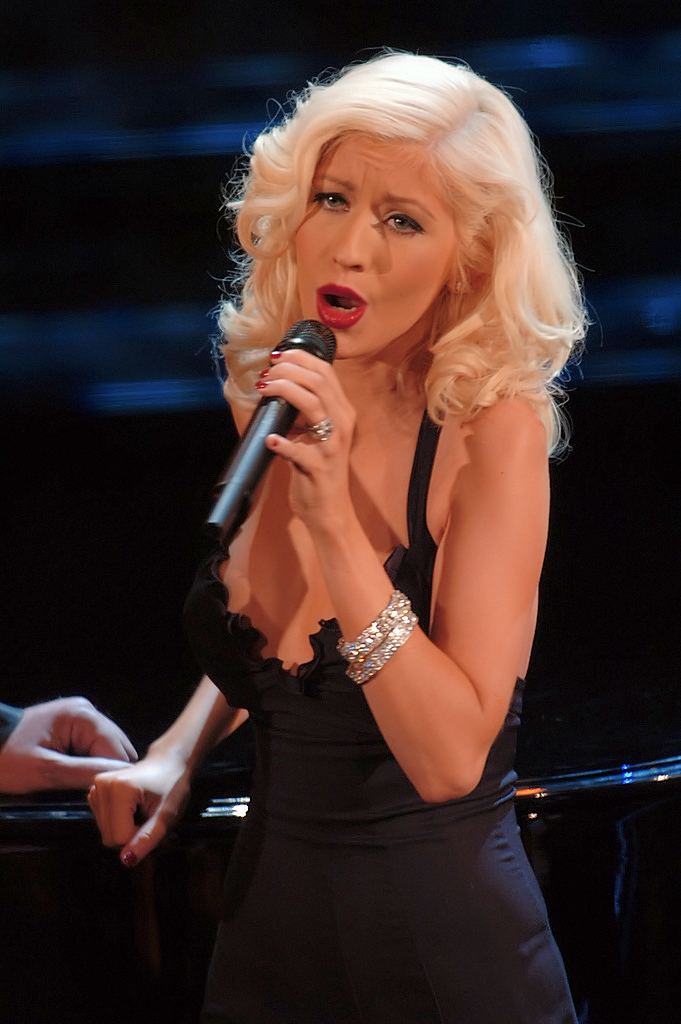
Vocea lui Gaga în piesa „Do What U Want” a fost comparată cu cea a Christinei Aguilera, solistă ce a contribuit drept voce secundară într-o versiune remix a piesei.

În urma lansării sale, „Do What U Want” a obținut, în general, recenzii pozitive din partea criticilor de specialitate. Aceștia au complimentat simplitatea cântecului, comparând vocea lui Gaga cu cea a Tinei Turner și Christinei Aguilera. Lars Brandle de la revista Billboard a complimentat piesa „potrivită pentru radio”, concluzionând că „Gaga e în formă bună.” Lipshutz de la aceeași publicație a scris că melodia și versurile sale sunt „contagios de provocatoare”. Într-o recenzie pentru The Daily Beast, Kevin Fallon a foarte entuziasmat de cântec, numindu-l „rai pop pur” și oferindu-i laude datorită „refrenului care îl va face un hit radio... și beat-ului dansabil.” Carl Williot de la site-ul Idolator a rezumat piesa ca fiind „o bucată destul de impecabilă de R&B.” Dharmic X de la Complex a lăudat „Do What U Want” pentru natura sa „captivantă”, în timp ce Latifah Muhammad de la Black Entertainment Television a descris single-ul ca fiind un „geniu muzical”.
Jim Farber de la ziarul New York Daily News i-a oferit cântecului patru din cinci stele, opinând că „muzica își dovedește propriul spirit. Pentru a potrivi ritmul în stil R&B — și colaborarea cu R. Kelly — Gaga își găsește o latură soul a vocii ei.” Pentru Aisha Harris de la revista Slate, efortul lui Gaga și Kelly a fost unul „surprinzător de bun”. Nidhi Tewari de la International Business Times a considerat că artista a sunat „rebelă și a dat tot ce e mai bun”. Lewis Corner de la Digital Spy i-a oferit patru din cinci stele single-ului, spunând că „linia melodică îți fură urechile și readuce elemente din perfecțiunile ei pop precedente.” Hilary Hughes de la revista Esquire a fost de părere că vocea lui Kelly a îmbunătățit calitatea melodiei, considerând-o superioară în comparație cu „Applause”. Hughes a adăugat că vocea lui Gaga, asemănătoare cu cea a lui Whitney Houston, este crescută de „vocea de tenor a lui Kelly”. În lista celor mai bune 100 de cântece ale anului 2013 realizată de publicația Rolling Stone, „Do What U Want” a ocupat locul 17.
O recenzie mixtă a venit din partea lui Kyle Anderson de la Entertainment Weekly, acesta opinând că vocile celor doi artiști nu „s-au unit” de vreme ce stilul lui Gaga a fost perturbat de compoziția piesei, precum și de vocea R&B a lui Kelly. Anderson a fost de părere că versurile cântate de Kelly au fost repetitive și slabe, concluzionându-și recenzia prin a spune că „Do What U Want” este „fără îndoială, o uniune mintală interesantă”. March Hogan de la revista Spin a spus că melodia este „ca de obicei, despre faimă” și a considerat că fotografia utilizată pentru coperta single-ului completează tema portretizată de cântec.

## Performanța în clasamentele muzicale
În Statele Unite, vânzările single-ului au fost estimate de către prezicătorii din industrie ca fiind între 150.000 și 160.000 de exemplare digitale până la 11 noiembrie 2013. Nielsen SoundScan a raportat faptul că „Do What U Want” s-a vândut în 156.000 de copii digitale, debutând în Hot Digital Songs pe locul trei, devenind cel de-al 14-lea single de top 10 al solistei în clasamentul respectiv. Prin urmare, cântecul a debutat pe locul treisprezece în Billboard Hot 100. Piesa a fost cea de-a 52-a apariție a lui R. Kelly în clasamentul respectiv și a reprezentat, totodată, cea mai înaltă poziție a sa de la „I'm a Flirt” care a ajuns pe locul 12 în anul 2007. În următoarea săptămână, cântecul a coborât până pe locul 58. În cea de-a treia săptămână, „Do What U Want” a urcat 10 poziții, pe locul 48. Ascensiunea a fost ajutată de difuzările radio, piesa urcând de pe locul 64 pe locul 51 în clasamentul Radio Songs datorită audienței de 23 de milioane de ascultători, cu 22% mai mult față de săptămâna trecută. În urma lansării albumului Artpop, single-ul a ajuns din nou în top 20 în Hot 100, urcând către locul 18. „Do What U Want” s-a vândut în 1.3 milioane de exemplare în Statele Unite până în februarie 2018 primind, de asemenea, discul de platină din partea Recording Industry Association of America (RIAA). În clasamentul Pop Songs, piesa a debutat pe locul 39 la 11 noiembrie 2013, urcând către locul 29 în următoarea săptămână datorită creșterii difuzărilor radio din Statele Unite, cu 991 mai multe față de săptămâna precedentă. Peste o săptămână, cântecul a întâmpinat o creștere de 1096 de difuzări, ajungând pe poziția 23 a clasamentului respectiv. A obținut poziția maximă locul șapte, având 9.237 de difuzări. În ierarhia Rhytmic, piesa a ajuns pe locul opt, cu 2.662 difuzări. „Do What U Want” a devenit cel de-al doilea single a lui Gaga—primul fiind cântecul de debut, „Just Dance”—care să nu se claseze pe prima poziție a clasamentului Hot Dance Club Songs, ocupând doar locul șapte.
În Australia și Noua Zeelandă, „Do What U Want” a debutat pe locurile 21 și, respectiv, 12. Single-ul a ocupat locul nouă în Irlanda, locul 27 în clasamentul Mega Single Top 100 din Țările Jos, precum și locul doi în ierarhia celor mai bine vândute cântece în mediul digital din Finlanda. În Coreea de Sud, piesa s-a vândut în 10.576 de exemplare digitale, clasându-se pe locul opt în Gaon Digital Chart. Următoarea săptămână, melodia a coborât pe locul 13, vânzând 7.184 de copii. După lansarea albumului Artpop, single-ul s-a vândut în 20.309 de exemplare, ocupând locul doi. „Do What U Want” a ajuns pe locul unu în clasamentul celor mai bine vândute single-uri în mediul digital din Grecia și a ocupat, de asemenea, un loc în top 10 în Franța, Italia și Spania. În România, cântecul a debutat pe locul 90 în topul Airplay 100 la 19 ianuarie 2014. Șase săptămâni mai târziu, melodia a ajuns pe locul 38, devenind astfel cel de-al nouălea șlagăr de top 40 a lui Gaga și cea mai înaltă poziție al unui single de-al ei de la „Born This Way”. În ierarhia Japan Hot 100, „Do What U Want” a debutat pe locul 50, urcând către locul 26 două săptămâni mai târziu. Single-ul a debutat, de asemenea, pe locul șapte în clasamentul Canadian Hot 100, urcând către locul trei în cea de-a 11-a săptămână de prezență în top. Cântecul a fost premiat cu discul de aur de către Music Canada pentru cele 40,000 de exemplare digitale vândute.
În Regatul Unit, melodia a fost considerată neeligibilă pentru a intra în topul UK Singles Chart. Official Charts Company a emis un comunicat în care a explicat faptul că piesa va putea intra în clasament doar după ce oferta de precomandă a albumului asociat se va încheia. Regulile Official Charts Company „permit o singură promovare importantă per album, ca de exemplu o singură piesă oferită spre descărcare digitală drept stimulent pentru precomenzile albumului. «Do What U Want» este cel de-al doilea cântec [după «Applause»] care este oferit fanilor care au precomandat Artpop”. Astfel, single-ul nu a putut intra în clasament decât după ce campania de promovare s-a încheiat iar materialul discografic a fost lansat. Potrivit lui Alan Jones de la Music Week, în următoarele săptămâni, melodia s-a vândut în 22,915 de exemplare în Regatul Unit; având posibilitatea de a apărea în top, Jones a prezis că aceasta va debuta pe locul 10. După lansarea albumului Artpop, „Do What U Want” a debutat pe locul nouă în clasament, vânzând 29.657 de copii și devenind cel de-al 11-lea single de top 10 al artistei în Regatul Unit. Cântecul a apărut, de asemenea, în ierarhia Scottish Singles Chart pe locul nouă. „Do What U Want” a devenit al 11-lea cel mai bine vândut single a lui Gaga în Regatul Unit, peste 248,000 de exemplare fiind vândute până în ianuarie 2017 și primind astfel discul de aur din partea British Phonographic Industry (BPI) pentru cele 400,000 de unități echivalente. Având peste 8.5 de milioane de difuzări, „Do What U Want” este cel mai redat single a lui Gaga cu ajutorul serviciilor de streaming din Regatul Unit.

## Interpretări live

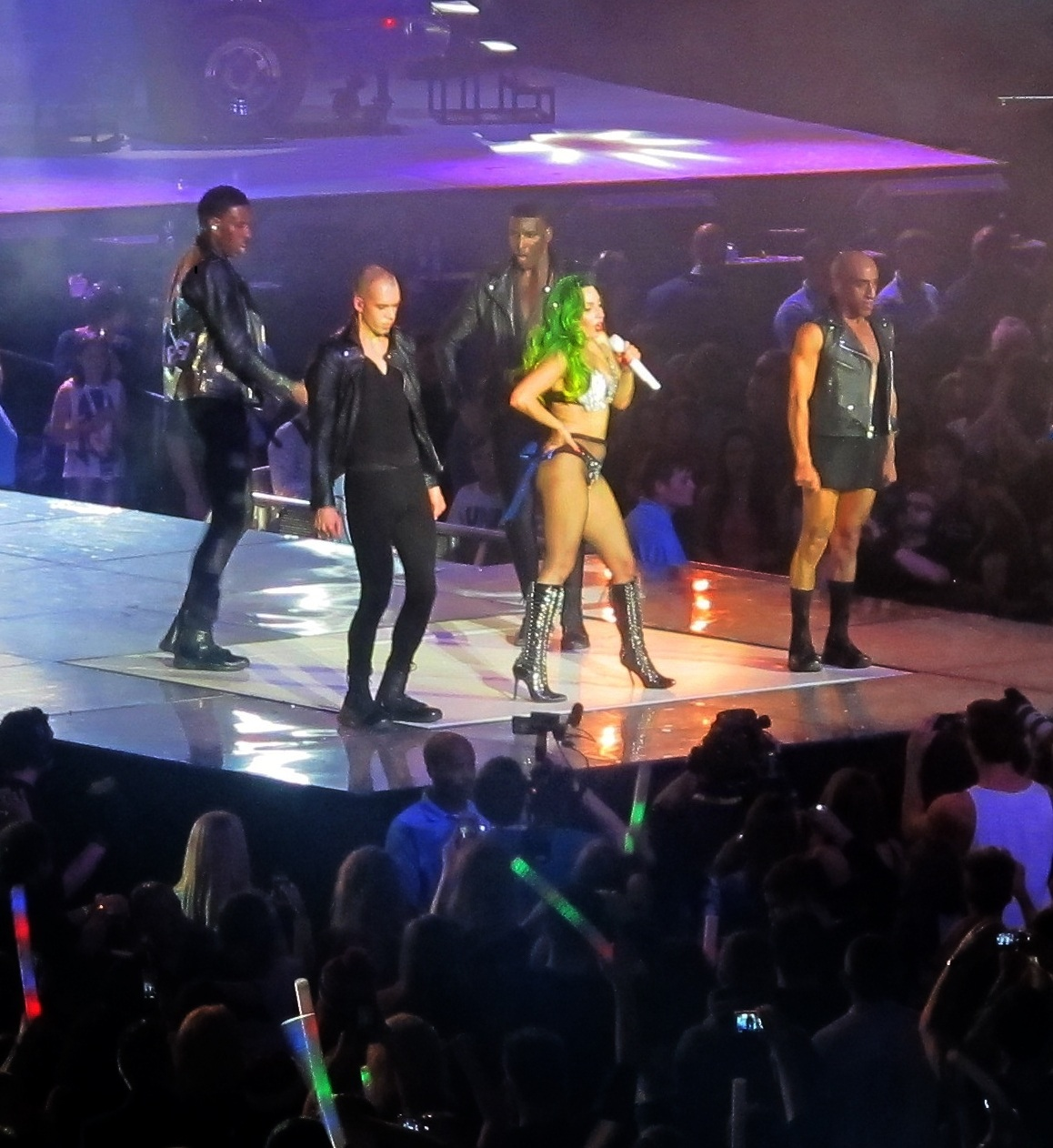
Gaga interpretând „Do What U Want” la festivalul Jinge Bell Ball în Londra, la 8 decembrie 2013.

Gaga a cântat „Do What U Want” și „Venus” în timpul celui de-al zecelea sezon al emisiunii The X Factor la 27 octombrie 2013, la Studioul Fountain din Wembley, Regatul Unit. Jason Lipshutz de la revista Billboard a considerat spectacolul „amețitor de ciudat”. Canalul de televiziune ITV, cel care a difuzat interpretarea, și Ofcom, autoritățile naționale de reglementare în domeniul mass-media din Regatul Unit, au primit aproximativ 260 de plângeri cu privire la spectacolul difuzat înainte de ora 21:00, datorită costumației lui Gaga și versurilor sugestive din cântec. Un reprezentant de la postul de televiziune a emis o declarație, spunând că interpretarea nu a fost considerată a fi una deplasată. În timpul petrecerii ArtRave pentru lansarea Artpop, Gaga a cântat opt piese de pe album, finalizând concertul cu „Do What U Want”. La finalul interpretării, artista a imitat poziția de pe coperta albumului—o sculptură realizată de Jeff Koons—pe scenă, stând pe jos cu picioarele depărtate și atingându-și sânii. La 16 noiembrie 2013, Gaga a cântat single-ul în timpul celui de-al 751-lea episod al celui de-al 39-lea sezon din emisiunea Saturday Night Live. Kelly a apărut pe scenă drept artist secundar, realizând aceeași rutină ca solista și ridicând-o pe umerii lui. Spectacolul a inclus numeroase mimări ale actului sexual, iar interpretare s-a încheiat cu cei doi cântăreți, stând îmbrățișați. Potrivit lui Zach Johnson de la E!, interpretarea a primit o reacție mixtă din partea mass-mediei.
În timpul petrecerii ArtRave, Gaga a dezvăluit că va cânta „Do What U Want” alături de Kelly la ediția din 2013 a galei premiilor American Music Awards, la 24 noiembrie. Pentru interpretare, Gaga a jucat rolul secretarei Președintelui Statelor Unite, personaj jucat de Kelly. Decorul scenei a fost realizat spre a semăna cu Biroul Oval. La finalul melodiei, artista a cântat ultimul refren într-o voce puternică, pe măsură ce imaginile de fundal afișau videoclipuri cu ea, cântând la pian în copilărie. Epilogul a inclus titluri auto-peiorative din ziare, fiind prezentate pe ecranele din fundal, proclamând „Lady Gaga e irelevantă” și „Lady Gaga e grasă”. Jason Lipshutz de la revista Billboard a numit-o „cea mai elaborată interpretare” a ceremoniei și a găsit, de asemenea, asemănări cu propria operă rap a lui Kelly, Trapped in the Closet, în povestire.
La emisiunea britanică Alan Carr: Chatty Man, Gaga a interpretat o versiune acustică a melodiei. Purtând un corset cu un dispozitiv iPad atașat, realizat de Kansai Yamamoto, artista a cântat piesa la pian. O altă interpretare a avut loc la Jinge Bell Ball 2013, la 8 decembrie, Gaga cântând „Do What U Want” și alte piese din discografia ei. Un anunț că solista va apărea în timpul celui de-al cincilea sezon al emisiunii The Voice la 12 decembrie 2013 a apărut în mass-media, fiind speculații că R. Kelly o va însoți pentru a cânta „Do What U Want”. Cu toate acestea, o reclamă televizată a apărut la 17 decembrie, declarând că „Lady Gaga va fi alăturată de Christina pentru un spectacol epic”; cele două artiste au cântat „Do What U Want” drept ultima interpretare a emisiunii. Ambele au apărut purtând „haine asortate”, însă cu diferențe minore. Gaga a purtat un „costum cu unghiuri ascuțite și disproporționate”, în timp ce Aguilera a purtat o „rochie sexy și atrăgătoare, scoțându-i în evidență formele”. Un redactor de la Rap-Up a lăudat „intensa interpretare”, în timp ce Amy Reiter de la ziarul Los Angeles Times a descris abilitățile vocale ale duetului drept „triumfătoare”. Pentru turneul ArtRave: The Artpop Ball din 2014, „Do What U Want” a fost cântat după „Paparazzi”, Gaga stând pe un scaun din argint cu forma unei mâini. Versurile lui Kelly au fost eliminate pentru spectacol. Eric Leijon de la ziarul The Gazette a lăudat melodia, spunând că „și-a câștigat locul alături de piese precum «Paparazzi» și «Bad Romance» în ceea ce privește catalogul de hituri a lui Gaga care sunt pe placul publicului”.

## Videoclipul

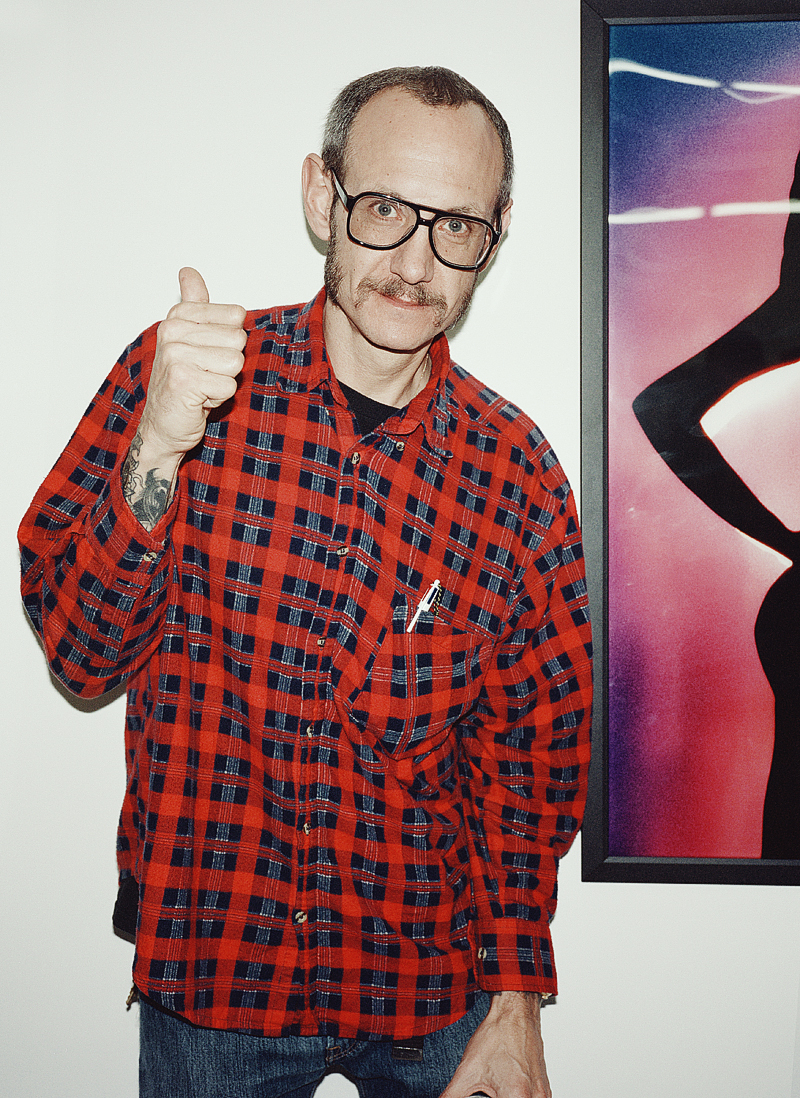
Fotograful Terry Richardson a filmat videoclipul cântecului „Do What U Want” și a realizat, de asemenea, coperta acestuia.

În timpul petrecerii ArtRave, Gaga a confirmat faptul că Richardson va fi regizorul videoclipului pentru „Do What U Want”. Richardson a filmat anterior un fragment video pentru melodia „Cake Like Lady Gaga”, prezentând-o pe cântăreață jucându-se cu un tort. Fotograful și-a dorit să lucreze la clipuri muzicale pentru ceva timp, munca lui în acest domeniu începând cu videoclipurile lui Miley Cyrus și Beyoncé pentru piesele „Wrecking Ball” și, respectiv, „XO”. După provocatorul spectacol de la emisiunea Saturday Night Live, numeroși intervievatori au pus la îndoială chimia dintre Gaga și Kelly, determinând-o pe solistă să posteze pe Twitter mesajul: „Atât de mulți redactori au comentat «ȘOCANTA» mea interpretare cu R Kelly de la SNL încât mă face să cred că nu sunteți pregătiți pentru clip.”
La 26 noiembrie 2013, casa de discuri Interscope a anunțat faptul că videoclipul va fi lansat prin serviciul BitTorrent de partajare a fișierelor și Vice, în jurul lunii decembrie 2013. „Do What U Want” a reprezentat cea de-a doua inițiativă a BitTorrent de acest gen, o lansare similară având loc pentru cântăreața Madonna și scurtmetrajul secretprojectrevolution. Pachetul virtual ar fi conținut videoclipul muzical, fotografii, precum și un clip separat în rezoluție 4K despre lansare și interviuri cu Gaga și regizorul Richardson. Interscope a descris inițiativa ca fiind „o explorare a conexiunii dintre exprimare liberă și tehnologie liberă: furnizând o privire pe furiș la procesul creativ, filmul original, muzică, conținut de arhivă, și filmări din culisele artiștilor.”
La 4 decembrie 2013, Gaga a postat pe Twitter că intenționează să facă videoclipul „perfect” de vreme ce nu este la fel ca eforturile precedente, adăugând faptul că este „foarte personal”. Două zile mai târziu, Richardson a postat o fotografie alb-negru de pe platourile de filmare, prezentând-o pe Gaga ținută de Kelly, cu picioarele în jurul taliei lui. Artista poartă doar bikini negru, în timp ce Kelly își arată degetul mijlociu și poartă o pereche de pantaloni din piele, cu tur lăsat. O săptămână mai târziu, o fotografie color a fost lansată, ambii artiști purtând aceleași ținute; Kelly își ține picioarele depărtate, în timp ce Gaga se târăște printre ele.
Cu toate acestea, pachetul virtual și clipul nu au fost lansate în decembrie; cântăreața a folosit propria rețea de socializare, Little Monsters, pentru a mărturisi că videoclipul a fost amânat deoarece a avut la dispoziție o singură săptămână pentru a-l planifica și completa, asemenea clipului pentru „Applause”. Artista a mai spus că nu este obișnuită cu un astfel de mod de lucru, preferând planificarea videoclipurilor pe o perioadă mai lungă de timp pentru a-și respecta creativitatea. Videoclipul cântecului „Do What U Want” a rămas nelansat, în ciuda faptului că următorul single, „G.U.Y.”, a avut parte de o lansare video. La 19 iunie 2014, website-ul monden TMZ a publicat fragmente nemaivăzute ale clipului, înfățișând scene sugestiv sexuale. În unul dintre cadre, Kelly joacă rolul unui doctor și o atinge pe Gaga sub cearșaful care îi acoperă trupul dezbrăcat, făcând-o să geamă. În altă scenă, Richardson o fotografiază pe solistă în timp ce se zvârcolește pe o grămadă de ziare. Potrivit TMZ, videoclipul a fost anulat din cauza temerii de o reacție negativă și repercusiuni, cauzate de procesul anterior a lui Kelly pentru pornografie infantilă, precum și afirmațiile conform cărora Richardson ar fi agrest sexual numeroase fotomodele cu care a lucrat. Numeroase publicații din mass-media au descris fragmentele video drept „o reclamă la viol”.

## Versiuni remix

### Remix-ul DJWS
Varianta remix creată de DJ White Shadow și realizată în colaborare cu R. Kelly și rapperul Rick Ross pentru „Do What U Want” a fost lansată la 20 decembrie 2013. Remix-ul începe cu vocea lui Kelly cu o nouă introducere, urmată de un vers rap a lui Ross, cu versuri precum „Photos of the Bawse just to post 'em on a blog/Get alotta views cause they know we be the top/Jean Basquiats in the hall, she my work of art so I pin her to the wall” (ro.: „Poze cu Bawse pe care le postăm pe blog/Primim multe vizualizări pentru că ei știu că noi suntem de top/Jean Basquiats pe hol, ea e opera mea de artă, așa că o agăț de perete”). În timpul versurilor lui Gaga, ritmul piesei este îmbunătățit, fiind descris de canalul Fuse drept „nostalgic, zgomotos, erotic și nou, toate în același timp. E o odă din anul 2013 pentru o nouă eră de synth R&B.” Molly Wardlow de la același post de televiziune a fost indiferentă în ceea ce privește versul lui Ross, numindu-l inutil. Într-o recenzie pentru revista Spin, Chris Martin a observat că participarea lui Ross în „Do What U Want” a sunat „bizară”, găsind totodată similarități cu versul lui Jay-Z din single-ul lui Beyoncé, „Drunk in Love”. Mike Wass de la Idolator a spus că remix-ul a fost fără rost datorită controverselor din mass-media legate de versurile din piesa „U.O.E.N.O.” a lui Ross legate de un viol, precum și cazul lui Kelly de abuz sexual asupra unui minor.

### Varianta remix în colaborare cu Christina Aguilera
„Am fost foarte entuziasmată atunci când m-au sunat cei de la The Voice și mi-au spus că vor să cânt în finală, și evident că nu aveam cum să-i refuz. A fost un spectacol de-a dreptul uimitor! Și am spus că aș fi vrut să știu dacă i-ar fi plăcut Christinei să interpreteze alături de mine!” 
O versiune alternativă a piesei „Do What U Want” realizată în colaborare cu Christina Aguilera a fost lansată la 1 ianuarie 2014, marcând prima lor colaborare. Piesa a fost lansată în Statele Unite, Canada și Mexic la 1 ianuarie 2014, lansarea pe plan global urmând să aibă loc ziua următoare. La 24 decembrie 2013, Aguilera a postat pe Twitter că „lucrează la ceva special”, atașând o fotografie cu ea, cântând într-un studio de înregistrări. Ședința a avut loc în sufrageria din casa artistei Carly Simon din Martha's Vineyard, având ajutorul producătorului Jimmy Parr din Oak Bluffs. În următoarea săptămână, s-a anunțat faptul că o versiune nouă a piesei „Do What U Want” va fi lansată, iar vocea și versurile lui Kelly vor fi înlocuite de cele ale lui Aguilera.
Produsul final a fost lansat spre descărcare digitală cu puțin după miezul nopții, la 1 ianuarie 2014. La 11 februarie 2014, Gaga a lansat patru alte remixuri ale versiunii cu Aguilera, toate fiind solicitate de Interscope și mixate de Steven Redant. Remix-ul realizat alături de Aguilera a primit recenzii pozitive din partea criticilor de specialitate; Melissa Locker de la revista Time a fost de părere că noua versiune „va permite un număr mai mare de vânzări, fără dilema morală care vine atunci când îl sprijini și pe Kelly”, acuzat și achitat în cazul de pornografie infantilă în anii 2000. Locker a numit-o pe Gaga „o comerciantă pricepută” datorită „lansării a două versiuni diferite a unui hit, în colaborare cu două megastaruri diferite”.

## Înlăturarea de pe serviciile muzicale
Pe 10 ianuarie 2019, Gaga a vorbit în urma lansării documentarului Surviving R. Kelly ce prezintă acuzațiile de abuz sexual aduse împotriva lui Kelly. Cântăreața și-a exprimat regretul față de colaborarea cu Kelly, explicând că gândirea ei de la acea vreme era destul de complicată și explicită. Gaga a adăugat că va fi întotdeauna în sprijinul femeilor care au trecut printr-un abuz, și în ziua următoare, piesa a fost eliminată atât de pe iTunes, cât și de pe toate celelalte servicii de streaming. Keith Caulfield de la revista Billboard a raportat că nici versiunile remix alături de Kelly nu mai pot fi difuzate pe Spotify sau alte platforme, singura versiune disponibilă fiind cea cu Aguilera. Redactorul a teoretizat faptul că înlăturarea unei melodii de pe serviciile muzicale digitale este un proces de durată, iar echipa de impresariat a lui Gaga încearcă să elimine cântecul de pe orice mediu digital. În urma declarației solistei și cu doar câteva ore înainte ca single-ul să fie înlăturat, vânzările lui „Do What U Want” au crescut cu 13.720% în Statele Unite, 2.000 de exemplare fiind distribuite, potrivit datelor furnizate de Nielsen SoundScan.

## Ordinea pieselor pe disc și formate
- Descărcare digitală[118]

1. „Do What U Want” feat. R. Kelly – 3:48

- Descărcare digitală – remix single[102]

1. „Do What U Want” feat. R. Kelly și Rick Ross (DJWS Remix) – 4:19

- Descărcare digitală – remix single[107]

1. „Do What U Want” feat. Christina Aguilera – 3:36

- EP Digital – versiuni remix [119]

1. „Do What U Want” feat. R. Kelly (DJ White Shadow Remix) – 4:03
2. „Do What U Want” feat. R. Kelly (Samantha Ronson Remix) – 4:27
3. „Do What U Want” feat. R. Kelly (Kronic Remix) – 5:12
4. „Do What U Want” feat. Christina Aguilera (Steven Redant Madrid Radio Remix) – 4:00
5. „Do What U Want” feat. Christina Aguilera (Steven Redant Madrid Club Remix) – 7:31
6. „Do What U Want” feat. Christina Aguilera (Steven Redant Barcelona Remix) – 6:28
7. „Do What U Want” feat. Christina Aguilera (Red Ant & Amp Lexvas Deep House Remix) – 6:50

## Acreditări și personal
Management
- Înregistrat la Studiourile Record Plant, Hollywood, California și Studiourile PatchWerk Recording, West Midtown, Atlanta, Georgia
- R. Kelly apare ca membru a RCA Records, o divizie a Sony Music Entertainment
- Stefani Germanotta P/K/A Lady Gaga (BMI) Sony ATV Songs LLC / Haus of Gaga Publishing, LLC / GloJoe Music Inc. (BMI), Maxwell and Carter Publishing, LLC (ASCAP), Administrat de Universal Music Publishing Group, Etrange Fruit (SACEM), Fuzion (SACEM), Administrat de Get Familiar Music (ASCAP), R. Kelly Publishing Inc. / Universal Music – Z Music LLC (BMI)

Personal
- Lady Gaga – textier, voce principală, producător, aranjare sintetizatoare
- Paul „DJ White Shadow” Blair – textier, producător
- R. Kelly – textier, voce secundară
- Christina Aguilera – voce secundară
- Martin Bresso – textier
- William Grigahcine – textier
- Dave Russell – înregistrare (Lady Gaga), mixare
- Bill Malina – înregistrare (Lady Gaga), înregistrare suplimentară
- Abel Garibaldi – înregistrare (R. Kelly)
- Ian Moonness – înregistrare (R. Kelly)
- Ghazi Hourani – înregistrare suplimentară, asistent mixaj
- Benjamin Rice – înregistrare și asistent mixaj
- Zane Shoemake – asistent înregistrare
- Dino „SpeedoVee” Zisis – înregistrare suplimentară
- Tim Stewart – chitară
- Donnie Lyle – director muzical pentru R. Kelly
- Ivy Skoff – lichidatorul contractului sindical
- Gene Grimaldi – masterizare

Acreditări adaptate de pe broșura albumului Artpop.

## Prezența în clasamente
| Țară (clasament 2013–2014)                                   | Poziția maximă | Referință |
| ------------------------------------------------------------ | -------------- | --------- |
| Australia (ARIA)                                             | 21             | [ 53 ]    |
| Australia (ARIA Dance)                                       | 6              | [ 120 ]   |
| Austria (Ö3 Austria)                                         | 6              | [ 121 ]   |
| Belgia (Ultratop 50 Flandra)                                 | 15             | [ 122 ]   |
| Belgia (Ultratop 50 Valonia)                                 | 11             | [ 123 ]   |
| Canada (Canadian Hot 100)                                    | 3              | [ 66 ]    |
| Canada (AC)                                                  | 34             | [ 124 ]   |
| Canada (CHR/Top 40)                                          | 4              | [ 125 ]   |
| Canada (Hot AC)                                              | 4              | [ 126 ]   |
| Cehia (Rádio Top 100)                                        | 19             | [ 127 ]   |
| Coreea de Sud (Gaon)                                         | 2              | [ 60 ]    |
| Danemarca (Tracklist)                                        | 5              | [ 128 ]   |
| Danemarca (Tracklist) featuring Christina Aguilera           | 27             | [ 129 ]   |
| Elveția (Swiss Hitparade)                                    | 14             | [ 130 ]   |
| Europa (Euro Digital Songs)                                  | 12             | [ 131 ]   |
| Finlanda (Latauslista Download)                              | 2              | [ 57 ]    |
| Finlanda (Latauslista Download) featuring Christina Aguilera | 12             | [ 132 ]   |
| Franța (SNEP)                                                | 8              | [ 62 ]    |
| Germania (Official German Charts)                            | 14             | [ 133 ]   |
| Grecia (Greece Digital Songs)                                | 1              | [ 61 ]    |
| Irlanda (IRMA)                                               | 9              | [ 55 ]    |
| Italia (FIMI)                                                | 3              | [ 134 ]   |
| Japonia (Japan Hot 100)                                      | 26             | [ 65 ]    |
| Luxemburg (Billboard Luxembourg Digital Songs)               | 10             | [ 135 ]   |
| Liban (Lebanese Top 20)                                      | 5              | [ 136 ]   |
| Mexic (Mexico Anglo Chart)                                   | 7              | [ 137 ]   |
| Norvegia (VG-lista)                                          | 7              | [ 138 ]   |
| Noua Zeelandă (RMNZ)                                         | 12             | [ 54 ]    |
| Olanda (Dutch Top 40)                                        | 34             | [ 139 ]   |
| Olanda (Single Top 100)                                      | 27             | [ 56 ]    |
| Polonia (Dance Top 50) featuring R. Kelly & Rick Ross        | 49             | [ 140 ]   |
| Portugalia (Portugal Digital Songs)                          | 1              | [ 141 ]   |
| Regatul Unit (OCC)                                           | 9              | [ 71 ]    |
| România (Airplay 100)                                        | 38             | [ 64 ]    |
| Rusia (Tophit)                                               | 141            | [ 142 ]   |
| Scoția (OCC)                                                 | 9              | [ 73 ]    |
| Slovacia (Rádio Top 100)                                     | 26             | [ 143 ]   |
| Slovenia (SloTop50)                                          | 36             | [ 144 ]   |
| Spania (PROMUSICAE)                                          | 2              | [ 63 ]    |
| Suedia (Sverigetopplistan)                                   | 17             | [ 145 ]   |
| Statele Unite ale Americii (Billboard Hot 100)               | 13             | [ 146 ]   |
| Statele Unite ale Americii (Adult Top 40)                    | 22             | [ 147 ]   |
| Statele Unite ale Americii (Dance Club Songs)                | 7              | [ 52 ]    |
| Statele Unite ale Americii (Dance/Mix Show Airplay)          | 22             | [ 148 ]   |
| Statele Unite ale Americii (Latin Pop Songs)                 | 31             | [ 149 ]   |
| Statele Unite ale Americii (Mainstream Top 40)               | 7              | [ 150 ]   |
| Statele Unite ale Americii (Rhytmic)                         | 8              | [ 151 ]   |
| Ungaria (Single Top 40)                                      | 1              | [ 152 ]   |
| Venezuela (Record Report)                                    | 11             | [ 153 ]   |

| Țară (clasament)                               | Poziția maximă | Referință |
| 2013                                           | 2013           | 2013      |
| ---------------------------------------------- | -------------- | --------- |
| Australia (ARIA Dance)                         | 36             | [ 154 ]   |
| Regatul Unit (OCC)                             | 133            | [ 155 ]   |
| 2014                                           |                |           |
| Canada (Canadian Hot 100)                      | 44             | [ 156 ]   |
| Statele Unite ale Americii (Billboard Hot 100) | 84             | [ 157 ]   |
| Statele Unite ale Americii (Mainstream Top 40) | 48             | [ 158 ]   |
| Statele Unite ale Americii (Radio Songs)       | 58             | [ 159 ]   |
| Statele Unite ale Americii (Rhythmic)          | 43             | [ 160 ]   |

## Certificări
| \| Țara \| Vânzări/ puncte \| Certificare \| Referințe \| \| Vânzări \| Vânzări \| Vânzări \| Vânzări \| \| --------------------------------- \| --------------- \| ----------- \| --------- \| \| Canada (Music Canada) \| +40.000 \| \| [67] \| \| Germania (BVMI) \| +150.000 \| \| [161] \| \| Italia (FIMI) \| +30.000 \| \| [162] \| \| Mexic (AMPROFON) \| +60.000 \| \| [163] \| \| Suedia (GLF) \| +40.000 \| \| [164] \| \| Regatul Unit (BPI) \| +248.000 \| \| [74][75] \| \| Statele Unite ale Americii (RIAA) \| +1.300.000 \| \| [165][45] \| \| Venezuela (RIAA) \| +5.000 \| \| [166] \| \| Streaming \| \| \| \| \| Danemarca (IFPI Danemarca) \| +2.600.000 \| \| [167] \| | Note - reprezintă „disc de aur”; - reprezintă „dubu disc de aur”; - reprezintă „disc de platină”. |             |                |
| Țara | Vânzări/ puncte                                                                                   | Certificare | Referințe      |
| Vânzări |                                                                                                   |             |                |
| Canada (Music Canada) | +40.000                                                                                           |             | [ 67 ]         |
| Germania (BVMI) | +150.000                                                                                          |             | [ 161 ]        |
| Italia (FIMI) | +30.000                                                                                           |             | [ 162 ]        |
| Mexic (AMPROFON) | +60.000                                                                                           |             | [ 163 ]        |
| Suedia (GLF) | +40.000                                                                                           |             | [ 164 ]        |
| Regatul Unit (BPI) | +248.000                                                                                          |             | [ 74 ] [ 75 ]  |
| Statele Unite ale Americii (RIAA) | +1.300.000                                                                                        |             | [ 165 ] [ 45 ] |
| Venezuela (RIAA) | +5.000                                                                                            |             | [ 166 ]        |
| Streaming |                                                                                                   |             |                |
| Danemarca (IFPI Danemarca) | +2.600.000                                                                                        |             | [ 167 ]        |

## Datele lansărilor
| Regiune                    | Dată              | Format                                             | Casă de discuri       | Ref.            |
| -------------------------- | ----------------- | -------------------------------------------------- | --------------------- | --------------- |
| Statele Unite ale Americii | 21 octombrie 2013 | Descărcare digitală                                | Streamline Interscope | [ 118 ] [ 168 ] |
| Germania                   | 22 octombrie 2013 | Descărcare digitală                                | Universal Music       | [ 169 ]         |
| Regatul Unit               | 22 octombrie 2013 | Descărcare digitală                                | Polydor               | [ 170 ]         |
| Australia                  | 23 octombrie 2013 | Difuzare radio                                     | Universal Music       | [ 171 ]         |
| Italia                     | 25 octombrie 2013 | Difuzare radio                                     | Universal Music       | [ 172 ]         |
| Regatul Unit               | 28 octombrie 2013 | Difuzare radio                                     | Polydor               | [ 173 ]         |
| Statele Unite ale Americii | 5 noiembrie 2013  | Difuzare radio                                     | Streamline Interscope | [ 22 ]          |
| Statele Unite ale Americii | 5 noiembrie 2013  | Difuzare radio (Rhytmic)                           | Streamline Interscope | [ 23 ]          |
| Statele Unite ale Americii | 20 decembrie 2013 | Descărcare digitală – DJWS remix                   | Streamline Interscope | [ 102 ]         |
| Statele Unite ale Americii | 1 ianuarie 2014   | Descărcare digitală – featuring Christina Aguilera | Streamline Interscope | [ 107 ]         |
| Statele Unite ale Americii | 25 februarie 2014 | EP Digital – Versiuni remix                        | Streamline Interscope | [ 119 ]         |